# Sardinella jussieu
Sardinella jussieu es una especie de pez de la familia Clupeidae en el orden de los Clupeiformes.

## Morfología
Los machos pueden alcanzar 12 cm de longitud total.

## Hábitat
Forma bancos en las aguas costeras.

## Distribución geográfica
Se encuentran en las costas occidentales del sur de la India (desde Bombay hasta Sri Lanka) y desde Madagascar hasta Mauricio. También está presente en Taiwán, Hong Kong y Vietnam.